# Saint-Jean-de-Rebervilliers
Saint-Jean-de-Rebervilliers település Franciaországban, Eure-et-Loir megyében. Lakosainak száma 243 fő (2022. január 1.). Saint-Jean-de-Rebervilliers Saint-Sauveur-Marville, Fontaine-les-Ribouts és Saulnières községekkel határos.

## Népesség
A település népessége az elmúlt években az alábbi módon változott:
| Lakosok száma | 92   | 118  | 161  | 211  | 231  | 228  | 241  | 249  | 250  | 243  |
|               | 1968 | 1982 | 1990 | 2006 | 2013 | 2015 | 2017 | 2019 | 2020 | 2022 |